# Zahrádka (Petrovice)
Zahrádka je malá vesnice, část obce Petrovice v okrese Příbram ve Středočeském kraji. Nachází se asi 2,5 kilometru západně od Petrovic.
Zahrádka leží v katastrálním území Zahrádka u Petrovic o rozloze 1,82 km².

## Historie
První písemná zmínka o vesnici pochází z roku 1365. Dřívější používaný název vesnice byl Zahrádka Mladotova. Bývala zde tvrz připomínaná poprvé v roce 1365. sídlo pánů ze Zahrádky. V roce 1538 ves zakoupil Adam Zahrádecký z Vlčí Hory, který zde žil až do své smrti 1546. Jejich rodová hrobka je na předbořickém hřbitově. Dalším majitelem byl 1609–1637 Pinta Bukovanský z Bukovan, poté do roku 1661 Dorota Reiterová z Veitmile. Pak do roku 1663 byl dalším vlastníkem pan Čabelický ze Soutic. V 18. století si zde hrabě Jan Erazim Cukr z Tamfeldu nechal vystavět jednoduchý zámek. Součástí zámku byla i zámecká kaple a lihovar. Z dalších majitelů to byl hrabě Jan František Linker, hrabě Michna z Vacínova. V roce 1841 byla ves i s příslušenstvím prodána Vojtěchu Mladotovi ze Solopisk a po něm dále nesla jeho jméno. Další prodej následoval v roce 1854 Josefu Kundrathovi, pak Josefu Valentovi a posléze Jiřímu Langovi. Po jeho smrti držel jeho rod tento velkostatek i nadále.
Sbor dobrovolných hasičů byl ve vsi založen roku 1895.

## Obyvatelstvo
| Rok            | 1869 | 1880 | 1890 | 1900 | 1910 | 1921 | 1930 | 1950 | 1961 | 1970 | 1980 | 1991 | 2001 | 2011 | 2021 |
| -------------- | ---- | ---- | ---- | ---- | ---- | ---- | ---- | ---- | ---- | ---- | ---- | ---- | ---- | ---- | ---- |
| Počet obyvatel | 196  | 210  | 208  | 182  | 207  | 173  | 134  | 87   | 82   | 67   | 59   | 35   | 42   | 42   | 33   |
| Počet domů     | 28   | 29   | 30   | 29   | 29   | 29   | 28   | 27   | 27   | 18   | 18   | 17   | 19   | 19   | 20   |

## Pamětihodnosti
- V hospodářském areálu na okraji vesnice stával zámek Zahrádka. Postaven byl na místě starší tvrze ve druhé polovině osmnáctého století.[3] V roce 2007 zanikl.[8]
- Ve vesnici na návsi se nachází kaple s datací nad vchodem 1937.
- Proti kapli se nalézá drobný kříž. Na kamenném podstavci nese dataci 1890.
- U komunikace do vesnice se nachází Kubátův kříž. V obdélníkovém zdobném štítku je tento nápis: Zde zemřel Josef Kubát ze Zahrádky.

## Osobnosti
- Stanislav Langer, vlastním jménem Stanislav Lang (1887–1965) – český herec, režisér, dramaturg a divadelní ředitel

## Galerie

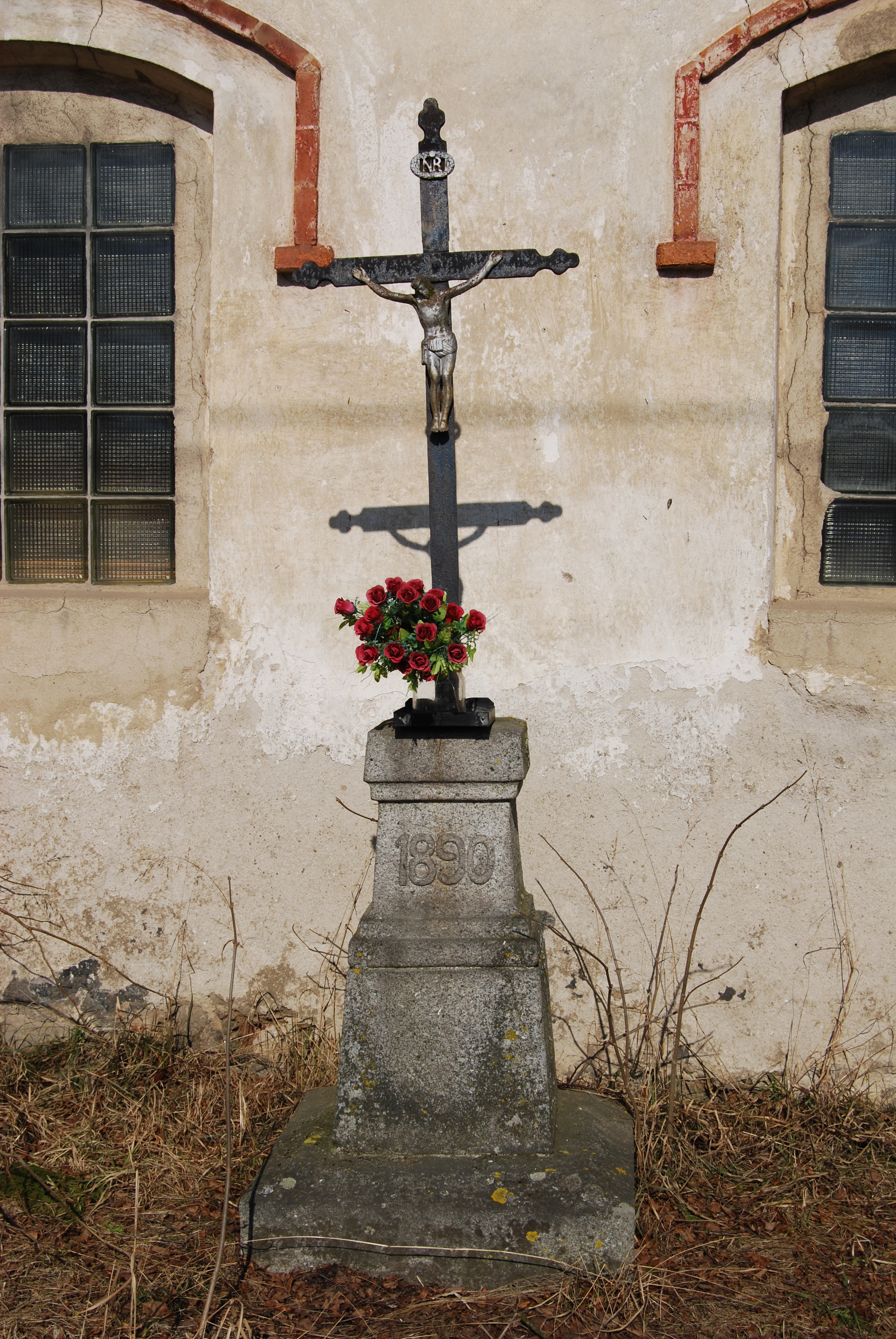
Kříž ve vsi
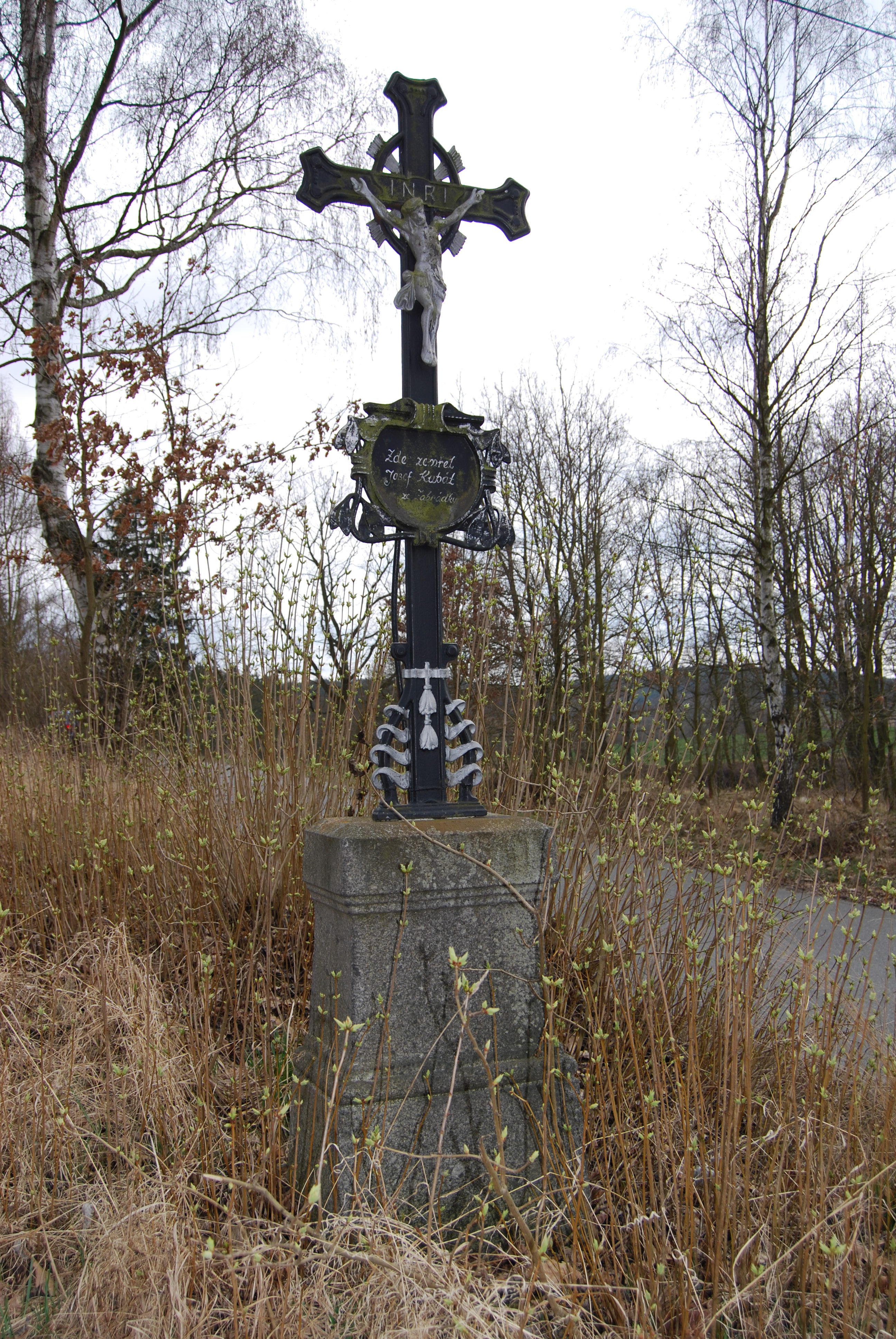
Kříž za vesnicí